# Dolksteklar

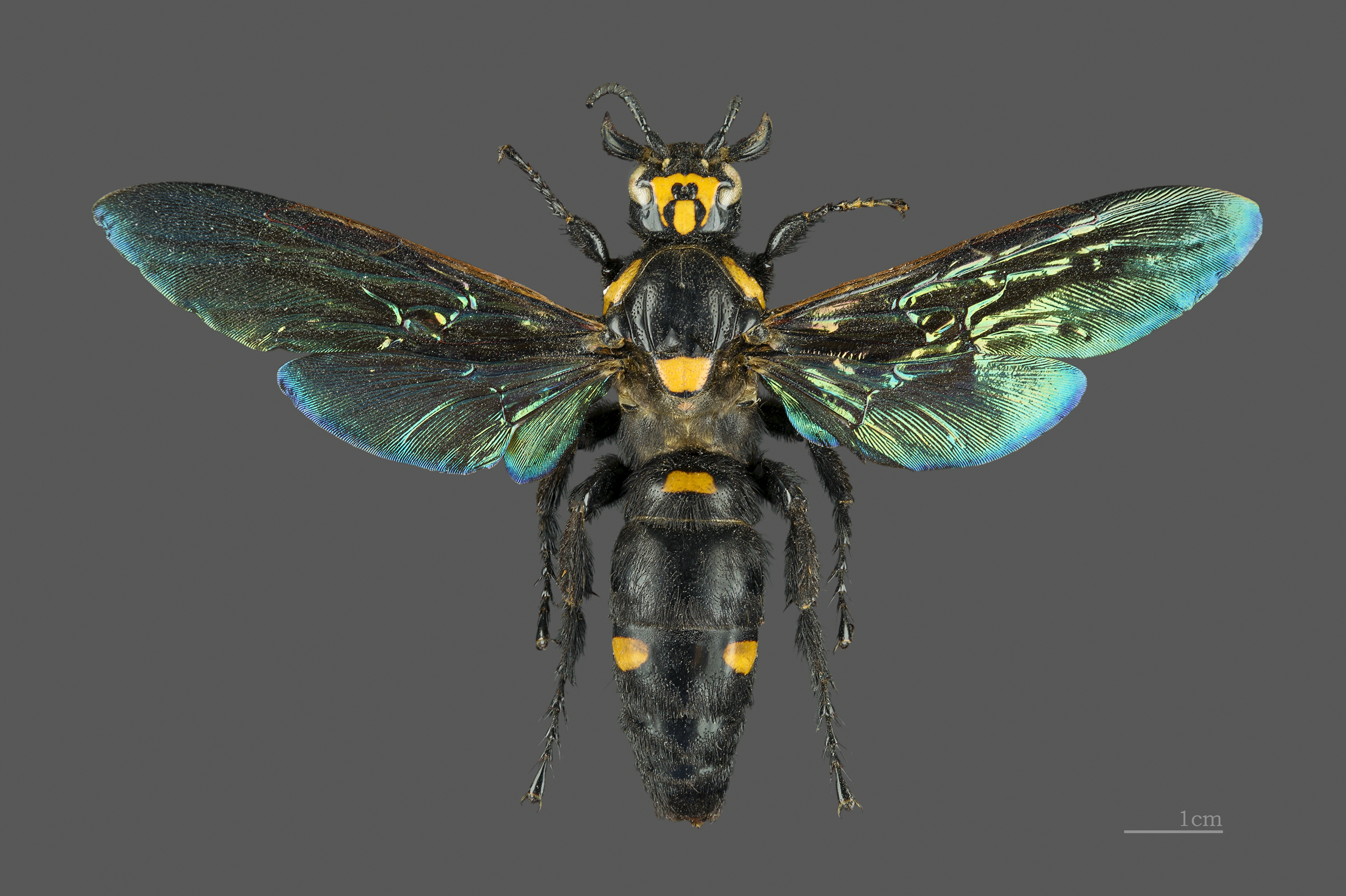
Megascolia procer

Dolksteklar (Scoliidae) är en familj inom ordningen steklar.

## Kännetecken
Flertalet arter inom familjen är medelstora till stora, ganska kraftiga steklar. Storleken varierar mellan olika arter från en längd på cirka 10 millimeter upp till 50-55 millimeter, eller något mer. Hanarna är i jämförelse med honorna något mindre och slankare byggda och hanarna har också längre antenner än honorna. Färgteckningen varierar, många arter har blåsvart grundfärg med rödbruna markeringar, andra är svart- och gulaktig. Vingarna har ofta en mörkare ton.

## Utbredning
Familjen har en världsvid utbredning och innehåller över 8 000 arter. Den största artrikedomen finns i varmare delar av världen, i områden där det råder tropiskt eller subtropiskt klimat. Endast en art, hårig dolkstekel (Scolia hirta), är känd i Sverige.

## Levnadssätt
Efter parningen söker honorna upp skalbaggslarver och förlamar dem med ett stick, varefter de lägger ett ägg på dem. Efter kläckningen börjar dolkstekelns larv att förtära skalbaggslarven. Främst är det larver av bladhorningar som parasiteras.
De vuxna exemplaren lever av pollen och nektar.